# Église Saint-Martin d'Authe
L'église Saint-Martin est une église située à Authe, en France.

## Description
L'édifice est constitué d'une nef de cinq travées. Les trois premières sont du XVIe siècle. Les deux suivantes, le chœur, correspondent à la partie de l'église datant du XIIIe siècle ou XIVe siècle. Une tour carrée flanquée au bâtiment permet d'accéder à l'étage refuge via un escalier.  Une bretèche protège le portail occidental.

### Intérieur
Un des éléments remarquables à l'intérieur est le maître-autel avec statues de saint Brice, et de saint Martin, pierre peinte et tableau représentant le sacrifice d'Isaac, orné de quatre colonnes corinthiennes de marbre noir.

## Localisation
L'église est située sur la commune d'Authe, dans le département français des Ardennes.

## Historique
L'église a été construite au cours du XIIIe et XIVe siècles et fortifiée pour faire face aux divers conflits et invasions des mercenaires au cours XVIe et XVIIe siècles
L'édifice est classé au titre des monuments historiques en 1920.